# CF Montréal
CF Montréal, anterior numit Montréal Impact, este un club de fotbal din Montreal, Quebec, Canada, care în prezent evoluează în Major League Soccer (MLS).

## Lotul in 2015
Când un jucător nu a jucat pentru echipă națională, naționalitatea sa este determinată după locul nașterii. Lot corect la data de 16 iulie 2015.
| Nr. | Poziția  | Jucător                                   | Țara             |
| --- | -------- | ----------------------------------------- | ---------------- |
| 1   | Portar   | Evan Bush                                 | Statele Unite    |
| 2   | Fundaș   | Ambroise Oyongo                           | Camerun          |
| 3   | Fundaș   | Eric Miller (GA)                          | Statele Unite    |
| 6   | Fundaș   | Hassoun Camara                            | Franța           |
| 7   | Atacant  | Dominic Oduro                             | Ghana            |
| 8   | Mijlocaș | Patrice Bernier (Captain)                 | Canada           |
| 9   | Atacant  | Didier Drogba (DP)                        | Coasta de Fildeș |
| 10  | Mijlocaș | Ignacio Piatti (DP)                       | Argentina        |
| 11  | Mijlocaș | Dilly Duka                                | Statele Unite    |
| 13  | Atacant  | Kenny Cooper                              | Statele Unite    |
| 14  | Mijlocaș | Nigel Reo-Coker                           | Anglia           |
| 15  | Atacant  | Andrés Romero                             | Argentina        |
| 16  | Mijlocaș | Calum Mallace                             | Scoția           |
| 17  | Atacant  | Romario Williams (GA)                     | Jamaica          |
| 18  | Mijlocaș | Kyle Bekker                               | Canada           |
| 21  | Mijlocaș | Justin Mapp                               | Statele Unite    |
| 22  | Portar   | Eric Kronberg                             | Statele Unite    |
| 23  | Fundaș   | Laurent Ciman                             | Belgia           |
| 24  | Atacant  | Anthony Jackson-Hamel (HGP)               | Canada           |
| 25  | Fundaș   | Donny Toia                                | Statele Unite    |
| 28  | Mijlocaș | Jérémy Gagnon-Laparé (HGP)                | Canada           |
| 29  | Mijlocaș | Eric Alexander                            | Statele Unite    |
| 33  | Mijlocaș | Marco Donadel                             | Italia           |
| 36  | Fundaș   | Víctor Cabrera (on loan from River Plate) | Argentina        |
| 39  | Atacant  | Cameron Porter                            | Statele Unite    |
| 40  | Portar   | Maxime Crépeau (HGP)                      | Canada           |
| 51  | Mijlocaș | Maxim Tissot (HGP)                        | Canada           |
| 55  | Fundaș   | Wandrille Lefèvre (HGP)                   | Franța           |
| 99  | Atacant  | Jack McInerney                            | Statele Unite    |

### Numere retrase
12 - Clubul Suporterilor (al 12-lea jucător)

20 -  Mauro Biello, atacant (1993–98, 2000–09)

## Antrenori
Antrenorii echipei și rezultatele lor.
La 10 iunie 2015.
| Antrenor                   | Țara          | Început           | Sfârșit            | Rezultate                | Rezultate                | Rezultate                | Rezultate                | Rezultate  | Rezultate |
| Antrenor                   | Țara          | Început           | Sfârșit            | MJ                       | V                        | Î                        | E                        | Victorii % |           |
| -------------------------- | ------------- | ----------------- | ------------------ | ------------------------ | ------------------------ | ------------------------ | ------------------------ | ---------- | --------- |
| Nick De Santis (interimar) | Canada        | 28 iunie 2011     | 30 septembrie 2011 | &&&&&&&&&&&&&&-1.1000000 | &&&&&&&&&&&&&&-1.1000000 | &&&&&&&&&&&&&&-1.1000000 | &&&&&&&&&&&&&&-1.1000000 | —          |           |
| Jesse Marsch               | Statele Unite | 1 octombrie 2011  | 3 noiembrie 2012   | 36                       | 12                       | 17                       | 7                        | 33,33      |           |
| Mauro Biello (interimar)   | Canada        | 5 noiembrie 2012  | 6 ianuarie 2013    | &&&&&&&&&&&&&&-1.1000000 | &&&&&&&&&&&&&&-1.1000000 | &&&&&&&&&&&&&&-1.1000000 | &&&&&&&&&&&&&&-1.1000000 | —          |           |
| Marco Schällibaum          | Elveția       | 7 ianuarie 2013   | 18 decembrie 2013  | 43                       | 17                       | 17                       | 9                        | 39,53      |           |
| Frank Klopas               | Statele Unite | 18 decembrie 2013 | prezent            | 60                       | 17                       | 26                       | 17                       | 28,33      |           |

- 1.^Include campionatul, playoff, Canadian Championship și CONCACAF Champions League.

## Palmares
- CONCACAF Champions League

Finalistă: 2014-2015

Logo în perioada denumirii Montreal Impact

- Canadian Championship (2): 2013, 2014

- Trofee minore
  - Walt Disney World Pro Soccer Classic (1): 2013